# Linnaemya pallida
Linnaemya pallida là một loài ruồi trong họ Tachinidae.